# Indopoa paupercula
Indopoa paupercula är en gräsart som först beskrevs av Otto Stapf, och fick sitt nu gällande namn av Norman Loftus Bor. Indopoa paupercula ingår i släktet Indopoa och familjen gräs. Inga underarter finns listade i Catalogue of Life.